# 이노시뮬레이션
주식회사 이노시뮬레이션(영어: Innosimulation)은 대한민국의 확장현실(XR) 기술 기업이다.

## 제품
스마트 모빌리티 시뮬레이터, XR 가상훈련, XR 디바이스 및 XR 실감 콘텐츠를 제공하며 자동차 시뮬레이션을 개발하여 자동차, 방산, 항공우주, 중장비 분야에 공급하고 있다.